# Honda CBR 600RR
La Honda CBR 600RR è una motocicletta prodotta dalla casa motociclistica giapponese Honda, la cui prima presentazione risale al 2003. 
Il motore della CBR 600RR è stato la base per quello utilizzato nella classe intermedia Moto2 del Motomondiale, dal 2010 fino al 2018. Il propulsore in configurazione Moto2 erogava 150 CV, limitati però a 130 CV per garantire la sua durata minima di 3 gare.

## Contesto
La CBR 600 RR può essere considerata la sorella maggiore della CBR 125 e quella minore della Fireblade.
È una moto di segmento hypersport (infatti ritroviamo la versione da gara nella supersport, categoria "600"). In concorrenza con le sportive giapponesi quali Kawasaki Ninja ZX-6R, Suzuki GSX-R 600, Yamaha R6. Questa moto è stata l'evoluzione della Honda CBR 600 F (ovvero una moto oggi definita sport-tourer "turistica sportiva"), la quale è comunque rimasta sul mercato fino al 2006.

## Storia

### Origini sportive
La CBR 600RR è stata sviluppata nel 2003 ispirandosi esteticamente alla Honda RC211V del MotoGP, infatti sotto la carrozzeria si celano alcune innovazioni tecnologiche tratte direttamente dalla moto da pista, come la sospensione posteriore (Unità Pro-Link) e l'iniezione della benzina a due fasi (PGM-DSFI).
La CBR 600 ricevette la doppia "R" (in inglese "Race Replica", cioè replica della versione da gara), perché, a differenza del modello "F", era equipaggiata per la prima volta con avanzate tecnologie derivate dalle corse. In questo senso, oltre alla sospensione posteriore e all'iniezione a due fasi troviamo anche lo scarico centrale rialzato e una posizione di guida più sportiva. Sul modello 2004 Honda cambiò solamente i colori.

### Modello 2005-2006
Nel 2005 la CBR 600RR, costretta a inseguire la moda imperante delle concorrenti, ricevette un restyling più approfondito con un nuovo disegno della carena, forcella a steli rovesciati con sospensioni anteriori completamente regolabili, kit di freni a disco ispirati alla pista con pinza ad attacco radiale a quattro pistoncini, nuovo telaio in alluminio, nuova sospensione e ammortizzatore posteriore. Queste modifiche, insieme ad un motore più performante ai medi regimi, e all'impianto di scarico alleggerito, portarono la nuova CBR 600RR ad essere più leggera, secondo Motorcycle USA.com, di 10 kg rispetto alla versione 2004. Come per la precedente versione, il modello 2006 restò praticamente immutato con una potenza dichiarata di 117 CV (86 KW).

### Modello 2007-2008

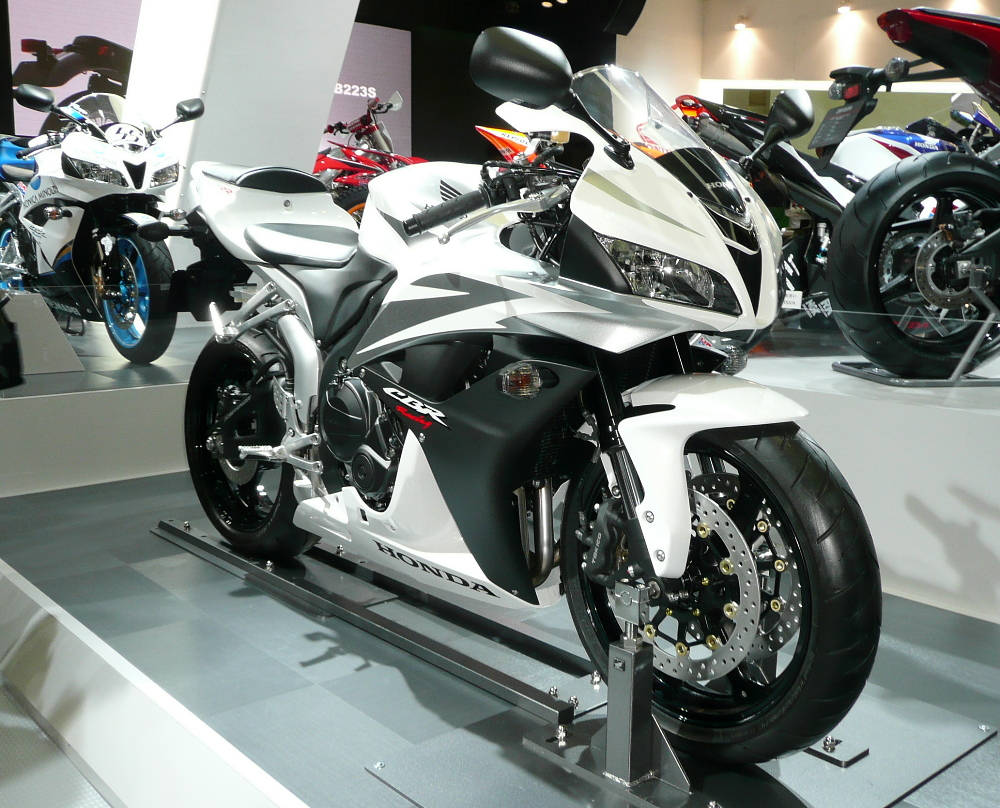
CBR600RR 2007

Nel 2007 la Honda presenta una moto completamente riprogettata, con una riduzione di 9 kg nel suo peso rispetto al modello 2006 (da 164 a 155 kg a secco).
Il nuovo propulsore, che resta un quattro cilindri in linea, risulta completamente rinnovato e diventa il più piccolo e leggero della sua categoria. Grazie alla nuova disposizione delle varie componenti, sono state ottenute riduzioni in tutte e tre le dimensioni, diminuendo di 2 kg il peso rispetto al modello precedente, mentre la potenza è stata incrementata fino a 120 CV (88 KW).
Il telaio, perimetrale in alluminio, viene rivisto diventando più leggero, più sottile e più compatto rispetto alla versione 2006, grazie alla produzione tramite la tecnologia che la Honda chiama FDC (inglese "Fine Die-Cast"), che permette d'avere un componente più leggero (- 700 gr) senza comprometterne robustezza e rigidità.
Su questo modello i tecnici Honda hanno ridotto l'interasse di 22 mm, migliorando l'agilità sui percorsi lenti senza però perdere in stabilità sul veloce, mentre hanno allungato il forcellone di 5 mm in modo da poter incrementare la trazione sullo pneumatico posteriore.
Le sospensioni del modello 2007 sono state ereditate dalla versione 2006 quasi immutate: la forcella anteriore a steli rovesciati, completamente regolabile, da 41 mm e l'Unità Pro-Link posteriore, regolabile in estensione, compressione e precarico.
L'impianto frenante può contare all'anteriore su una pompa radiale e su pinze a quattro pistoncini ad attacco radiale con dischi da 310 mm, mentre al posteriore abbiamo una pinza flottante a singolo pistoncino con disco singolo da 210 mm.
Nascosta dietro la testa del manubrio, si cela una versione aggiornata dell'ammortizzatore di sterzo elettronico "HESD" (inglese, "Honda Electronic Steering Damper"), disponibile anche sul CBR 1000. Quest'ultima evoluzione del HESD offre una risposta più rapida dello sterzo e permette una maggior fluidità nelle operazioni.
Il nuovo frontale, frutto di avanzati studi aerodinamici in galleria del vento, risulta più piccolo e spigoloso ed è dominato da una grande presa d'aria dinamica posta al centro, che alimenta l'airbox grazie ad un'apertura nella sezione della testa dello sterzo del telaio.
Lo scarico, ulteriormente alleggerito, esce proprio sotto al codino che risulta leggermente ridotto e più appuntito. Anch'esso pesantemente rivoluzionato per ottenere maggiori prestazioni e riduzione della massa.
La moto 2008 è stata solamente modificata nei colori, ma la meccanica è la stessa del modello 2007.

### Modello 2009-2012
Nel 2009, la Honda CBR600RR introduce alcune innovazioni tecniche significative. Tra queste, spicca l’introduzione di un sistema antibloccaggio elettronico avanzato denominato brake-by-wire. Questo sistema gestisce automaticamente la forza frenante tramite centraline elettroniche, con l’obiettivo di ridurre il beccheggio durante la frenata e integrare la funzione di frenata combinata.
Tra le altre novità introdotte nel modello 2009, troviamo le pinze freno monoblocco ad attacco radiale e l'alleggerimento delle carene. Il propulsore riceve aggiornamenti che ne migliorano l’erogazione della coppia motrice, rendendo la risposta più lineare e pronta.
Nel 2010 il pilota turco Kenan Sofuoğlu conquista il titolo mondiale Supersport alla guida di una CBR600RR. 
Sempre nel 2010, Honda sigla un accordo con Dorna Sports per la fornitura dei motori destinati alla classe Moto2 del Campionato del Mondo. I motori utilizzati sono basati su una versione modificata del motore quattro cilindri in linea della CBR600RR, che rimarranno in uso come unica unità motrice della categoria fino al 2018.

### Modello 2013-2016

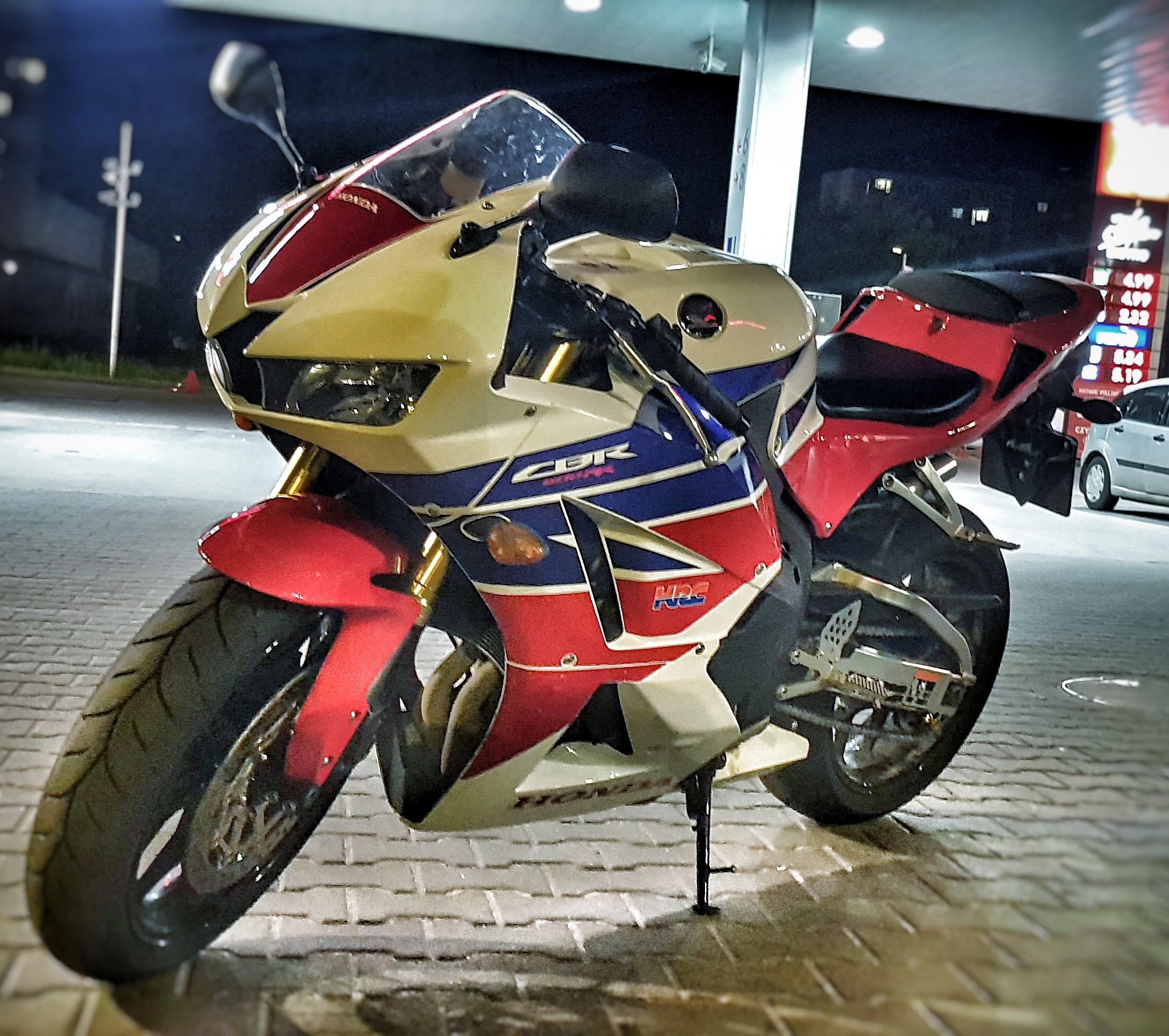
600RR 2013 HRC

Nel 2013, la Honda CBR600RR riceve un aggiornamento tecnico significativo, mirato a migliorarne ulteriormente l'agilità e le prestazioni in pista. Il telaio perimetrale in alluminio viene rivisitato nelle geometrie, aumentando la reattività ciclistica. Tra le novità principali spicca l'adozione di una forcella anteriore Showa a steli rovesciati e di un ammortizzatore posteriore completamente regolabile.
I dischi freno anteriori diventano flottanti, mentre la pompa freno anteriore è ora di tipo radiale. Inoltre, i cerchi in alluminio a 12 razze contribuiscono a ridurre significativamente la massa complessiva, portando il peso della moto a soli 186 kg con il pieno di carburante.
Il cupolino è stato riprogettato per migliorare l'efficienza dell'airbox, grazie a una presa d'aria maggiorata. L'impianto di iniezione elettronica viene aggiornato, permettendo una gestione più precisa del regime minimo tramite il corpo farfallato. Il motore, con cilindrata di 599 cm³, raggiunge una potenza di 120 CV a 13.500 giri/min, migliorando la risposta dell'acceleratore e aumentando la reattività complessiva della moto.
Nel 2014, la Honda CBR600RR conquista il titolo nel Campionato mondiale Supersport, grazie alla vittoria del pilota olandese Michael van der Mark. Tuttavia, con l'introduzione della normativa Euro 4, Honda decide di non procedere all'omologazione del modello per la conformità alla nuova normativa, e la CBR600RR esce dal listino europeo a partire dal 2017.

### Modello 2021-2025

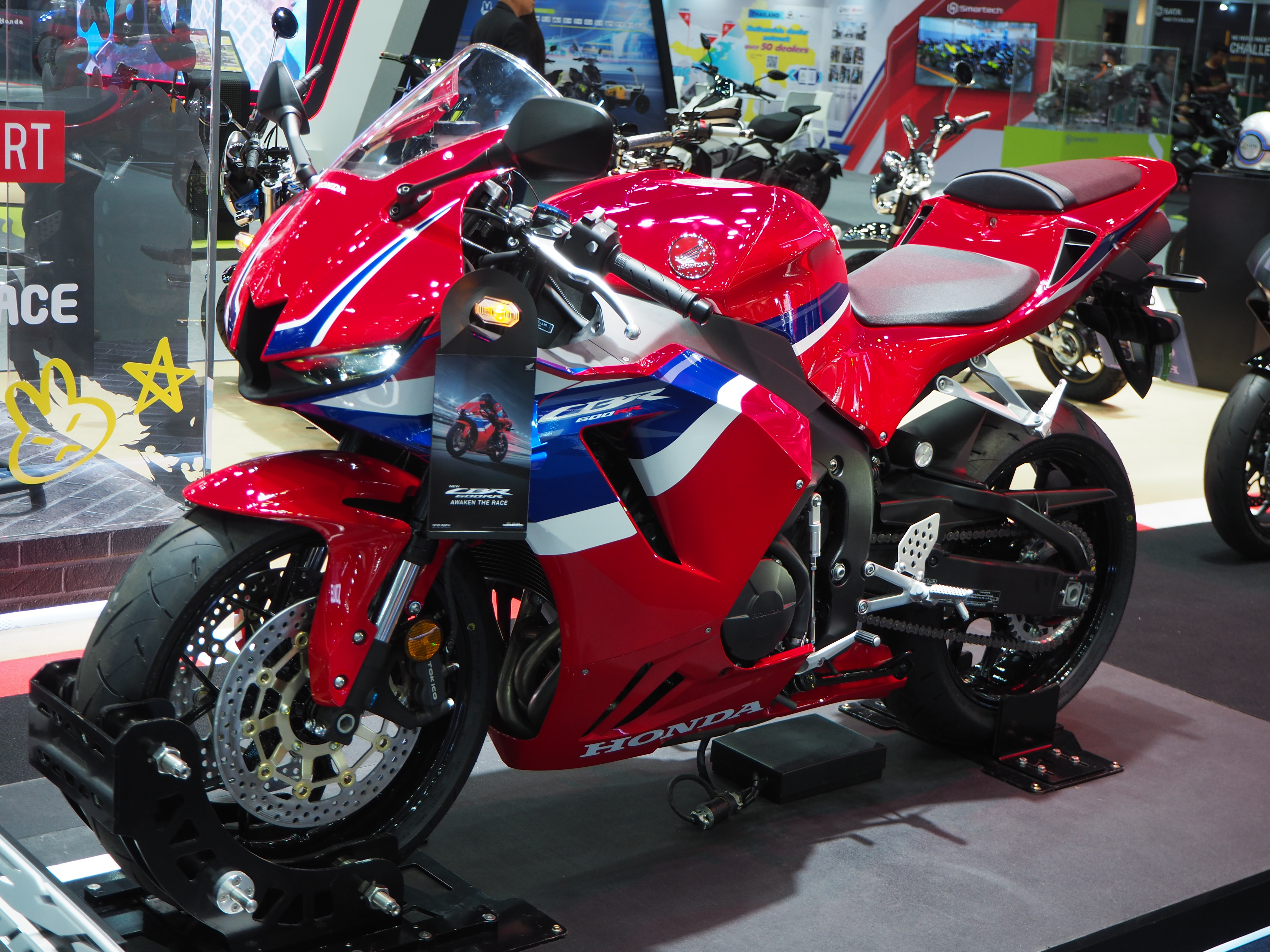
CBR600RR del 2024

La Honda CBR600RR 2021 segna il ritorno del modello nella categoria delle moto supersportive, dopo un lungo periodo di inattività. Il modello è stato inizialmente reso disponibile solo in Giappone, con una produzione limitata a 1.000 esemplari nel primo anno.
Il design della CBR600RR subisce un importante aggiornamento: la moto adotta nuove ali deportanti ai lati del cupolino, ispirandosi al linguaggio stilistico della più potente CBR1000RR-R Fireblade. Il gruppo ottico è stato completamente ridisegnato, per poi integrare una presa d'aria maggiorata che migliora l'efficienza dell'airbox. Il cupolino è stato riprogettato per ottimizzare il flusso d'aria, migliorando le prestazioni aerodinamiche e contribuendo alla stabilità ad alte velocità.
Il motore della Honda CBR600RR 2021 è un quattro cilindri in linea da 599 cm³, che sviluppa una potenza massima di 121 CV a 14.250 giri/min. Tra gli aggiornamenti tecnici, si segnala l’adozione di nuovi assi a camme, corpi farfallati più grandi, nuovi condotti di aspirazione e una nuova configurazione per il sistema di scarico, che termina in un silenziatore situato sotto la sella.
La moto è equipaggiata con un sistema ride-by-wire per il controllo dell’acceleratore e un set di cinque mappe motore che operano in sinergia con il controllo di trazione, l'anti-impennata, la gestione della potenza erogata e il freno motore, migliorando la risposta del motore e la sicurezza in diverse condizioni di guida.
Le sospensioni sono fornite dalla Showa, con una forcella Big Piston da 41 mm e un ammortizzatore posteriore completamente regolabile. Il cambio è dotato di quickshifter bidirezionale, permettendo cambi di marcia rapidi senza l'uso della frizione.
Il peso della moto con il pieno è di 193 kg, mentre il telaio è in alluminio, contribuendo a una struttura leggera e rigida per migliorare la maneggevolezza e le prestazioni complessive.
Nel 2024 viene reintrodotta anche per il mercato europeo, con un aggiornamento che la rende conforme alle normative antinquinamento Euro 5.

## Caratteristiche tecniche
| Caratteristiche tecniche - Honda CBR 600RR | Caratteristiche tecniche - Honda CBR 600RR | Caratteristiche tecniche - Honda CBR 600RR | Caratteristiche tecniche - Honda CBR 600RR | Caratteristiche tecniche - Honda CBR 600RR | Caratteristiche tecniche - Honda CBR 600RR |
| ------------------------------------------ | --- | --- | --- | --- | --- |
|                                            | | | | | |
| Dimensioni e pesi                          | | | | | |
| Ingombri (lungh.×largh.×alt.)              | 2002 × 686 × 1096 mm | 2002 × 686 × 1096 mm | 2002 × 686 × 1096 mm | 2002 × 686 × 1096 mm | 2002 × 686 × 1096 mm |
| Altezze                                    | Sella: 820 mm - Minima da terra: 130 mm | Sella: 820 mm - Minima da terra: 130 mm | Sella: 820 mm - Minima da terra: 130 mm | Sella: 820 mm - Minima da terra: 130 mm | Sella: 820 mm - Minima da terra: 130 mm |
| Interasse: 1373 mm                         | Interasse: 1373 mm | Massa a vuoto: a secco 155 kg, in ordine di marcia 183 kg | Massa a vuoto: a secco 155 kg, in ordine di marcia 183 kg | Serbatoio: 18 l | Serbatoio: 18 l |
| Meccanica                                  | | | | | |
| Tipo motore: Quadricilindrico a 4 tempi    | Tipo motore: Quadricilindrico a 4 tempi | Tipo motore: Quadricilindrico a 4 tempi | Tipo motore: Quadricilindrico a 4 tempi | Raffreddamento: a liquido | Raffreddamento: a liquido |
| Cilindrata                                 | 599 cm³ (Alesaggio 67,0 × Corsa 42,5 mm) | 599 cm³ (Alesaggio 67,0 × Corsa 42,5 mm) | 599 cm³ (Alesaggio 67,0 × Corsa 42,5 mm) | 599 cm³ (Alesaggio 67,0 × Corsa 42,5 mm) | 599 cm³ (Alesaggio 67,0 × Corsa 42,5 mm) |
| Distribuzione: DOHC 16 valvole             | Distribuzione: DOHC 16 valvole | Distribuzione: DOHC 16 valvole | Alimentazione: Iniezione elettronica con PGM-DSFI | Alimentazione: Iniezione elettronica con PGM-DSFI | Alimentazione: Iniezione elettronica con PGM-DSFI |
| Potenza: 88,1 kW (118,1 Cv) a 13.500 rpm   | Potenza: 88,1 kW (118,1 Cv) a 13.500 rpm | Coppia: 66 N·m a 11.250 giri/min | Coppia: 66 N·m a 11.250 giri/min | Rapporto di compressione: | Rapporto di compressione: |
| Frizione: multidisco lubrificata con molle | Frizione: multidisco lubrificata con molle | Frizione: multidisco lubrificata con molle | Cambio: sequenziale a 6 marce (sempre in presa) | Cambio: sequenziale a 6 marce (sempre in presa) | Cambio: sequenziale a 6 marce (sempre in presa) |
| Accensione                                 | Digitale transistorizzata computerizzata | Digitale transistorizzata computerizzata | Digitale transistorizzata computerizzata | Digitale transistorizzata computerizzata | Digitale transistorizzata computerizzata |
| Trasmissione                               | a catena sigillata | a catena sigillata | a catena sigillata | a catena sigillata | a catena sigillata |
| Avviamento                                 | elettrico | elettrico | elettrico | elettrico | elettrico |
| Ciclistica                                 | | | | | |
| Telaio                                     | Doppia trave (romboidale) in alluminio con pressofusione | Doppia trave (romboidale) in alluminio con pressofusione | Doppia trave (romboidale) in alluminio con pressofusione | Doppia trave (romboidale) in alluminio con pressofusione | Doppia trave (romboidale) in alluminio con pressofusione |
| Sospensioni                                | Anteriore: forcella telescopica rovesciata HMAS da 41 mm (cartuccia completamente regolabile), escursione 120 mm / Posteriore: unità Pro Link con ammortizzatore caricato a gas (serbatoio separato), regolazione del precarico (compressione e ritorno), escursione 130 mm | Anteriore: forcella telescopica rovesciata HMAS da 41 mm (cartuccia completamente regolabile), escursione 120 mm / Posteriore: unità Pro Link con ammortizzatore caricato a gas (serbatoio separato), regolazione del precarico (compressione e ritorno), escursione 130 mm | Anteriore: forcella telescopica rovesciata HMAS da 41 mm (cartuccia completamente regolabile), escursione 120 mm / Posteriore: unità Pro Link con ammortizzatore caricato a gas (serbatoio separato), regolazione del precarico (compressione e ritorno), escursione 130 mm | Anteriore: forcella telescopica rovesciata HMAS da 41 mm (cartuccia completamente regolabile), escursione 120 mm / Posteriore: unità Pro Link con ammortizzatore caricato a gas (serbatoio separato), regolazione del precarico (compressione e ritorno), escursione 130 mm | Anteriore: forcella telescopica rovesciata HMAS da 41 mm (cartuccia completamente regolabile), escursione 120 mm / Posteriore: unità Pro Link con ammortizzatore caricato a gas (serbatoio separato), regolazione del precarico (compressione e ritorno), escursione 130 mm |
| Freni                                      | Anteriore: doppio disco da 310 mm (pinze a 4 pistoncini con attacco radiale ad azionamento idraulico), pastiglie in metallo sinterizzato / Posteriore: disco singolo idraulico da 220,5 mm (pinza a pistoncino singolo), pastiglie in metallo sinterizzato                  | Anteriore: doppio disco da 310 mm (pinze a 4 pistoncini con attacco radiale ad azionamento idraulico), pastiglie in metallo sinterizzato / Posteriore: disco singolo idraulico da 220,5 mm (pinza a pistoncino singolo), pastiglie in metallo sinterizzato                  | Anteriore: doppio disco da 310 mm (pinze a 4 pistoncini con attacco radiale ad azionamento idraulico), pastiglie in metallo sinterizzato / Posteriore: disco singolo idraulico da 220,5 mm (pinza a pistoncino singolo), pastiglie in metallo sinterizzato                  | Anteriore: doppio disco da 310 mm (pinze a 4 pistoncini con attacco radiale ad azionamento idraulico), pastiglie in metallo sinterizzato / Posteriore: disco singolo idraulico da 220,5 mm (pinza a pistoncino singolo), pastiglie in metallo sinterizzato                  | Anteriore: doppio disco da 310 mm (pinze a 4 pistoncini con attacco radiale ad azionamento idraulico), pastiglie in metallo sinterizzato / Posteriore: disco singolo idraulico da 220,5 mm (pinza a pistoncino singolo), pastiglie in metallo sinterizzato                  |
| Pneumatici                                 | anteriore da 120/70 ZR17; posteriore da 180/55 ZR17 | anteriore da 120/70 ZR17; posteriore da 180/55 ZR17 | anteriore da 120/70 ZR17; posteriore da 180/55 ZR17 | anteriore da 120/70 ZR17; posteriore da 180/55 ZR17 | anteriore da 120/70 ZR17; posteriore da 180/55 ZR17 |
| Fonte dei dati:                            | | | | | |